# Garnett Genuis
Garnett Genuis (* 23. ledna 1987) je kanadský konzervativní politik. Od roku 2015 je členem Kanadské Dolní sněmovny.
Stal se prvním poslancem zvoleným za nově utvořený volební obvod Sherwood Park—Fort Saskatchewan v provincii Alberta. Od roku 2019 je za opozici stínovým ministrem pro multikulturalismus (shadow cabinet minister for multiculturalism).
Je členem Rotary klubu a bratrstva Kolumbovi rytíři.
Roku 2017 byl časopisem Maclean's vyhlášen poslancem roku.
S manželkou Rebeccou, roz. Lobo, má čtyři děti.